# Republičko sveučilište u Urugvaju
Republičko sveučilište u Urugvaju (špa. Universidad de la República, ponekad UdelaR) javno je sveučilište u Urugvaju. Najvažnije je, najstarije i najveće sveučilište u državi, koje je 2012. godine pohađalo 108.886 studenata. 
Osnovano je 18. srpnja 1849. u Montevideu, gdje se i nalazi većina odsjeka i zgrada sveučilišta. Trenutni rektor sveučilišta je Dr. Roberto Markarián.
Sveučilište je jedno od 4 nadzorna državna tijela za nadzor provođenja urugvajskih izbora.

## Povijest
Proces osnivanja javnog državnog sveučilišta započeo je 11. lipnja 1833., kada je amandman zakona o osnivanju sveučilišta senatora Dámasa Antonia Larrañage izglasan u Senatu. Prema amandmanu zakona bilo je potrebno osnovati sveučilište s 9 osnovnih fakulteta i vlastitim kampusom. Stoga je 1836. godine osnovano vijeće za provedbu mjera za osnivanje sveučilišta i Škola osnovnih studija, koja je sadržavala smjerove: latinski jezik, psihologija, matematika, teologija i pravna filozofija. 27. svibnja 1838. Manuel Oribe, tadašnji kostitucionalni predsjednik Urugvaja, potvrdio je dekret prema kojem je osnovano Više državno sveučilište, koje je sadržavalo onovne smjerove do svečanog otvaranja Republičkog sveučilišta 18. srpnja 1849.
U svrhu decentralizacije Montevidea kao jedinog sveučilišnog grada, Sveučilište je otvorilo nekoliko odsjeka i škola u drugim urugvajskim gradovima. U Saltu se nalazi Regional Norte, odsjek za arhitekturu, pravo i škola za medicinske sestre. Osim ovih, u Saltu se nude i svi ostali smjerovi kao i u Montevideu, ali za njih postoji manje zanimanje studenata. U Riveri se nalazi Casa Universitaria, fakultet za tehničke znanosti, odsjek ekologije te viša škola menadžmenta u trajanju od dvije i pol godine.
Prema agenciji za rangiranje sveučilišta URAP-u (eng. University Ranking by Academic Performance) u 2011. godini, Republičko Sveučilište je najbolje u Urugvaju i 858. po kvaliteti u svijetu.

## Fakulteti
- Fakultet agronomije
- Fakultet arhitekture, dizajna i urbanizma
- Umjetnički fakultet
- Kemijski fakultet
- Fakultet ekonomskih znanosti i administracije
- Fakultet inženjerstva
- Fakultet humanističkih znanosti i pedagogije
- Pravni fakultet
- Medicinski fakultet
- Škola za medicinske sestre
- Fakultet zubarstva (Stomatološki fakultet)
- Fakultet psihologije
- Fakultet društvenih znanosti
- Veterinarski fakultet

## Poznati studenti
- Claudia Amengual

## Vanjske poveznice

### Mrežna sjedišta
| - Universidad de la República - službene stranice - Facultad de Agronomía - agronomski fakultet Arhivirana inačica izvorne stranice od 16. ožujka 2016. (Wayback Machine) - Facultad de Arquitectura - Arhitektonski fakultet Arhivirana inačica izvorne stranice od 30. ožujka 2016. (Wayback Machine) - Facultad de Ciencias - Facultad de Ciencias Económicas y de Administración - Fakultet eknomskih znanosti i administracije Arhivirana inačica izvorne stranice od 2. veljače 2001. (Wayback Machine) - Facultad de Ciencias Sociales - Fakultet društvenih znanosti Arhivirana inačica izvorne stranice od 23. lipnja 2012. (Wayback Machine) - Facultad de Derecho - Pravni fakultet - Facultad de Enfermería - Škola za medicinske sestre Arhivirana inačica izvorne stranice od 24. rujna 2006. (Wayback Machine) - Facultad de Humanidades y Ciencias de la Educación - Fakultet humanističkih znanosti i pedagogije - Facultad de Ingeniería - Fakultet injženjerstva | - Facultad de Medicina - Medicinski fakultet - Facultad de Odontología - Stomatološki fakultet - Facultad de Psicología - Fakultet psihologije - Facultad de Química - Kemijski fakultet - Facultad de Ciencias Veterinarias - Veterinarski fakultet - Escuela de Administración - Škola za administraciju Arhivirana inačica izvorne stranice od 14. travnja 2003. (Wayback Machine) - Escuela Universitaria de Música - Glazbena akademija - Licenciatura en Ciencias de la Communicación - Fakultet za komunikacije Arhivirana inačica izvorne stranice od 19. prosinca 2010. (Wayback Machine) - Instituto Escuela Nacional de Bellas Artes - Nacionalna škola primijenjenih umjetnosti |

### Ostali projekti
|  | Zajednički poslužitelj ima još gradiva o temi Republičko sveučilište u Urugvaju |